# 张炜 (经济学者)

## 生平
1977年中国高考制度恢复后，张炜考入北京大学经济系学习。1979年，他接替袁纯清担任了北京大学学生会主席的职务。毕业后被分配到天津工作，曾任共青团天津市委书记，天津经济技术开发区管委会主任，天津市人民政府对外经贸委主任，中共天津市委外事办工委书记等职。时年33岁的他，在当时被视为是中国政坛的“未来之星”。
1989年，因不满政府在“六四事件”上的处理方式，而愤然辞职。辞职后的张炜，在天津社科院当了一段资料员。1993年，离了婚的他带着患白血病的儿子赴美求学，先考入哈佛大学攻读公共管理硕士学位；后又转到英国，在牛津大学攻读经济学博士学位。毕业后，受聘于剑桥大学，任“中国经济研究中心”主任；并一直关注中国经济的发展。
2011年6月，张炜受聘担任香港查氏集团旗下名力集团控股有限公司的高级行政经济师；同年9月获任命为名力集团执行董事。